# Яйцевые оболочки
Яйцевые оболочки — образования, окружающие яйцо и предназначенные для его защиты от различных вредных воздействий (проникновение микроорганизмов и паразитов, высыхание, механические повреждения); имеются у большинства животных. Яйцевые оболочки многих животных обеспечивают также специфичность оплодотворения (слияние яйцеклеток и сперматозоидов только животных одного вида). Яйцевые оболочки делятся на три основных типа по своему происхождению: первичные (также желточная, у млекопитающих — «блестящая»), вторичные (хорион) и третичные. Первичная оболочка присутствует практически всегда, тогда как две другие могут отсутствовать.
Первичную оболочку, представляющую собой прозрачный тонкий слой или, в некоторых случаях, несколько слоёв довольно значительной толщины, формирует само яйцо (ооцит) в период развития. Причиной возникновения у некоторых видов множества радиальных каналов, которые пронизывают эту оболочку, является её формирование в местах расположения микроворсинок, которые отходят от поверхности ооцита и направлены против выростов окружающих ооцит фолликулярных клеток. С наличием указанных каналов связано и латинское название первичной оболочки — zona radiata, хотя латинское название «блестящей» оболочки млекопитающих отличается — она именуется zona pellucida. По мнению ряда исследователей, желточную оболочку некорректно называть первичной, поскольку она образуется из веществ, которые секретируются и фолликулярными клетками, а не только ооцитом.
Хорион (вторичная оболочка) формируется из вспомогательных клеток яичника или вследствие преобразования в материал оболочки данных клеток. У членистоногих, в особенности у насекомых, эта оболочка, пропитанная веществом хорионином, по составу близким кератину, может достигать значительной прочности. У ряда животных клетки полового тракта самки в момент продвижения овулированного яйца по яйцеводу способны секретировать дополнительную оболочку, которая носит название третичной. Такая оболочка может быть как студенистой (встречается у рыб, земноводных, иглокожих, моллюсков), так и волокнистой и известковой (некоторые пресмыкающиеся) или плотной белковой с роговой скорлупой (акулообразные рыбы, головоногие моллюски). У яиц птиц присутствует известковая скорлупа и подскорлуповые оболочки, также являющиеся частью третичной оболочки. Третичная оболочка может одновременно окружать несколько яиц, обладая при этом большой прочностью, — в этом случае она называется яйцевым коконом, содержащим белковую жидкость, называемую жидкой третичной оболочкой. Подобные коконы встречаются у ряда беспозвоночных. Материал такой жидкой белковой оболочки может использоваться в качестве питательного материала развивающимся зародышем.
Плотные оболочки могут возникнуть и до соединения яйца и сперматозоида — в этом случае в них образуются микропиле (каналы), служащие для беспрепятственного проникновения сперматозоида и успешного достижения им цитоплазмы яйца. При оплодотворении первичная оболочка отделяется от поверхности яйца, что защищает его от проникновения «лишних» сперматозоидов. У ряда животных придатки клейких оболочек или сами такие оболочки служат для прикрепления яиц к субстрату.
У некоторых животных (губки, некоторые стрекающие), яйца которых способны к амёбоидному движению, какие бы то ни было яйцевые оболочки отсутствуют.